# Bulbophyllum linearilabium
Bulbophyllum linearilabium är en orkidéart som beskrevs av Johannes Jacobus Smith. Bulbophyllum linearilabium ingår i släktet Bulbophyllum och familjen orkidéer. Inga underarter finns listade i Catalogue of Life.